# جمال دبوز
جمال دبوز (مواليد في 18 يونيو 1975)، ممثل كوميدي فرنسي من أصول مغربية من مدينة تازة شمال المغرب. ولد في بلدة تراب في منطقة إيفلين في الضواحي الجنوبية لباريس.

## حياته
في 29 مارس 2008، كان مخطوبًا للصحفية الفرنسية مليسيا توريو وتزوجا في 7 مايو 2008. أنجب ابن في 3 ديسمبر 2008 اسمه ليون وابنة اسمها ليلى في عام 2011.

## أعماله الفنية

### الأفلام
- 1996: الأبوين والأم للمخرج جان مارك لونفال وإسماعين بدور جمال.
- 1998: زونزون للمخرج لوران بوهنيك بدور قادر.
- 1999: السماء، الطيور و...أمك! للمخرج جمال بن صالح بدور يوسف.
- 2001: أميلي للمخرج جان بيير جونيه بدور لوسيان.
- 2002: أستريكس وأوبليكس: مهمة كليوباترا للمخرجف آلان شابا بدور نوميروبيس.
- 2002: لو بوليه للمخرجين آلان برباريان وفريديريك فورستييه بدور حارس السجن المغربي.
- 2003: ليه كلاف دو بانيول للمخرج لوران بافي بصوت الكلب في الطين.
- 2004: شي هايت مي للمخرج سبايك لي بدور دواك.
- 2005: الملاك أي للمخرج لوك بيسون بدور أندريه.
- 2006: بلديون للمخرج رشيد بوشارب بدور سعيد (تحصل فيه على جائزة أفضل ممثل من مهرجان كان السينمائي سنة 2010)
- 2008: أستريكس في الألعاب الأولمبية للمخرجين فريديريك فوريستييه وتوماس لونغمان وموهي سيفان بدور نوميروبيس.
- 2008: كلمني عن المطر للمخرجة أنياس جاوي بدور كريم.
- 2010: خارجون عن القانون للمخرج رشيد بوشارب بدور سعيد.
- 2011: دجاج بالخوخ للمخرجين مرجان ساترابي وفانسون بارونو بدور المتسول.
- 2011: هوليوو للمخرج فريديريك بيرت بدور فارس سيفينيس.
- 2012: على درب مارسوبيلامي للمخرج آلان شابا بدور بابليتو كامارون.
- 2012: 360 للمخرج فرناندو ميريليس بدور طبيب أسنان مسلم في باريس.
- 2013: ولد في مكان ما للمخرج محمد حميدي بدور ابن عم فريد.
- 2013: المشي للمخرج نبيل بن يادير بدور حسان.
- 2013: لماذا لم أكل أبي للمخرج جمال دبوز بدور إدوارد فلاديمير.
- 2016: البقرة للمخرج محمد حميدي

### الأداءات الصوتية
- 1998: الطبيب دوليتل للمخرجة بيتي توماس: رودني خنزير الهند.
- 2000: ديناصور لأفلام والت ديزني: زيني.
- 2009: شيواوا بيفرلي هيلز للمخرج رجا غوسنال: مانويال.
- 2013: لماذا لم أكل أبي للمخرج جمال دبوز وفريديريك فوجا: إدوارد.
- 2013: جامعة المرعبين لپيكسار: فن.

### أفلام قصيرة
- 1992: حجارة الصحراء الزرقاء للمخرج نبيل عيوش بدور شاب مغربي مسيئ الفهم.
- 1996: يوجد سخرية في الهواء للمخرج جمال بن صالح.
- 1998: معبد في المشهد للمخرج برونو بيناي.
- 1999: حلم الكابوس للمخرج سيريل سيباس.
- 1999: الأحذية الصغيرة للمخرجين أوليفييه النقاش وإريك توليدانو: زين الدين حويتة.
- 2000: غران توريزمو للمخرج دينيس تيبو: فرانسوا.

### التلفاز
- 1993: بحث عن المواهب على قناة دوزيم.
- 1998-2002: أيتش على قناة كنال+.
- 2001-2002: مسابقة بيرغر على قناة كنال+.
- 2007: فرانسوا المختلط: طواف فرنسوا على قناة كوميدي+.
- 2009: إنسايد جمال كوميدي كلوب على كنال+.

### الراديو
- 2009: المغرب المتحدة على جينيراسيون.
- 2012: سيه كوا سو بوردال على رير إيه شانسون.

### العروض
- 1995: جديد بالكامل.
- 1999: جمال على المسرح.
- 2000: جمال شو.
- 2004: جمال 100% دبوز.
- 2007: جمال كوميدي كلوب يغزو كازينو باريس.
- 2009: جمال كوميدي كلوب شو.
- 2010: صنع في جمال أو مايد إن جمال.
- 2011: الكل عن جمال.
- 2011: مراكش الضحك 2011.
- 2012: مراكس الضحك 2012.
- 2012: الكل عن جمال في زينيت باريس.
- 2013: الكل عن جمال في قصر معارض ليبرفيل في الغابون.
- 2013: مراكش الضحك 2013.
- 2015: مراكش الضحك 2015.

### الأفلام الوثائقية
- 2002: جمال الحقيقي.
- 2011: مدخل الراهب.

### الإنتاج
- منتج تنفيذي:
  - 2004: شي هايت مي للمخرج سبايك لي.
- منتج مشارك:
  - 2006: بلديون للمخرج رشيد بوشارب.
- منتج:
  - 2009: بويسك نو سوم نيه للمخرج جان بيير دوريه وأندريه سانتانا.

## الجوائز
- 2002: ترشيح لجائزة أفضل ممثل لدور ثنائي في جائزة سيزار عن فيلم أميلي.
- 2003: ترشيح لجائزة أفضل ممثل لدور ثنائي في جائزة سيزار عن فيلم أستريكس وأوبليكس: مهمة كليوباترا.
- 2004: ديك الكريستال من قبل المجتمع الفرنسي في بلجيكا.
- جائزة أفضل ممثل في مهرجان كان السينمائي سنة 2006 عن فيلم بلديون.
- 2013: رئيس الحفلة ال38 لجائزة سيزار.

## مشاركات أخرى
- تم ذكر اسمه وتقليده في عرض لا في نورمال، لجاد المالح.
- الموسيقى: غنى جمال دبوز في قطعتين موسيقتين من سنوب دوغ و113.

## روابط خارجية
- جمال دبوز على موقع IMDb (الإنجليزية)
- جمال دبوز على موقع ألو سيني (الفرنسية)
- جمال دبوز على موقع ميوزك برينز (الإنجليزية)
- جمال دبوز على موقع أول موفي (الإنجليزية)
- جمال دبوز على موقع قاعدة بيانات الأفلام السويدية (السويدية)
- جمال دبوز على موقع ديسكوغز (الإنجليزية)
- جمال دبوز على موقع قاعدة بيانات الفيلم (الإنجليزية)
- جمال دبوز على موقع كينوبويسك (الروسية)
- جمال دبوز على قاعدة بيانات الأفلام على الإنترنت.
- الموقع الرسمي لناد جمال دبوز.
- جمال دبوز على ألو سيني.
- جمال دبوز على المعهد الوطني السمعي البصري.